# Ťia Cung-jang
Ťia Cung-jang (* 1. března 1991 Fu-šun, Čína) je čínský akrobatický lyžař-skokan. Začínal s gymnastikou. Připravuje se v Šen-jangu, kde s akrobatickými skoky začínal ve věku 12 let. V čínské reprezentaci se pohybuje od roku 2007. V roce 2009 vyhrál svůj první závod světového poháru. V roce 2010 uspěl při čínské olympijské nominaci pro účast na olympijských hrách ve Vancouveru. Po vyhrané kvalifikaci obsadil ve finále 6. místo. V sezoně 2012/13 se stal celkovým vítězem světového poháru v akrobatických skocích. V roce 2014 získal na olympijských hrách v Soči bronzovou olympijskou medaili. V roce 2018 získal stříbrnou olympijskou medaili na olympijských hrách v Pchjongčchangu.